# 黃德浩
黃德浩（1955年—），是大韓民國政治人物，2011年12月13日起被委任為咸鏡南道知事。

## 生平
黃德浩自漢陽大學體育系畢業，又在該校獲得科學名譽博士，同時曾任首爾中央基督教青年會董事及韓國常绿会中心總裁。
2011年12月13日，黃德浩接替韓垣澤（韓語：한원택）成為咸鏡南道知事，同時為以北五道委員會主席。